# جامعة فولدا

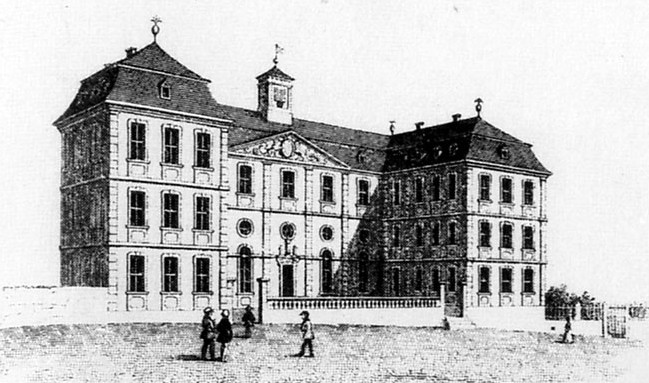
الجامعة في عام 1840

جامعة فولدا (بالإنجليزية: University of Fulda)، هي جامعة تأسست في عام 1734 على يد أدولفوس فون دابيرج وبقيت حتى عام 1805. كان معظم الطلاب والاساتذة كاثوليك، ومن عام 1777 خلال عهد الأمير المطران هاينريش فون ببرا تم قبول الطلاب البروتستانت، حيث يمكنهم الحصول على شهادة في أي كلية في الجامعة باستثناء كلية اللاهوت.
خلال 71 سنة من وجودها خرجت الجامعة حوالي 4100 طالبا.